# De Briel Waterfall
Der De Briel Waterfall ist ein kleiner Wasserfall auf der Karibikinsel St. Lucia. 

## Geographie
Der Wasserfall ist einer aus einer ganzen Reihe von Kaskaden, die am Oberlauf, in der Schlucht des Doree River liegen. Er ist eines der Wanderziele im Grenzgebiet der Quarter (Distrikte) Choiseul und Laborie. Er liegt auf einer Höhe von ca. 200 m. Südlich und unterhalb liegen Devil’s Falls und The Holy Grail Falls. Weiter oberhalb am Fluss liegen Bat Cave Falls (La Fargue) und Boulder Falls.